# Communauté de communes de Liernais
La Communauté de communes de Liernais était une communauté de communes française, située dans le département de la Côte-d'Or et l'arrondissement de Dijon.

## Histoire
La communauté de communes de Liernais avait été créée le 31 décembre 2002. Elle a été dissoute le 31 décembre 2016. La nouvelle intercommunalité s'appelle : CC du Pays d'Arnay Liernais.

## Composition
| Nom                    | Code Insee | Gentilé           | Superficie (km2) | Population (dernière pop. légale) | Densité (hab./km2) |
| ---------------------- | ---------- | ----------------- | ---------------- | --------------------------------- | ------------------ |
| Liernais (siège)       | 21349      | Liernaisiens      | 28,53            | 552 (2014)                        | 19                 |
| Bard-le-Régulier       | 21046      | Barriens          | 9,10             | 72 (2014)                         | 7,9                |
| Blanot                 | 21083      | Blanotais         | 18,26            | 129 (2014)                        | 7,1                |
| Brazey-en-Morvan       | 21102      | Brazéens          | 17,22            | 137 (2014)                        | 8                  |
| Censerey               | 21124      | Censeréens        | 11,99            | 176 (2014)                        | 15                 |
| Diancey                | 21229      | Digantois         | 9,96             | 84 (2014)                         | 8,4                |
| Manlay                 | 21375      | Manléens          | 19,03            | 188 (2014)                        | 9,9                |
| Marcheseuil            | 21379      | Marcossolais      | 17,44            | 155 (2014)                        | 8,9                |
| Ménessaire             | 21403      | Ménessarais       | 14,91            | 81 (2014)                         | 5,4                |
| Saint-Martin-de-la-Mer | 21560      | Marimartinais     | 23,22            | 303 (2014)                        | 13                 |
| Savilly                | 21593      | Savillards        | 8,31             | 80 (2014)                         | 9,6                |
| Sussey                 | 21615      | Succisais         | 21,11            | 271 (2014)                        | 13                 |
| Vianges                | 21675      | Viangeais         | 8,81             | 51 (2014)                         | 5,8                |
| Villiers-en-Morvan     | 21703      | Morvandivillerais | 6,70             | 45 (2014)                         | 6,7                |

## Compétences
- Collecte des déchets des ménages et déchets assimilés
- Traitement des déchets des ménages et déchets assimilés
- Activités sociales
- Création, aménagement, entretien et gestion de zone d'activités industrielle, commerciale, tertiaire, artisanale ou touristique
- Action de développement économique (Soutien des activités industrielles, commerciales ou de l'emploi, Soutien des activités agricoles et forestières...)
- Construction ou aménagement, entretien, gestion d'équipements ou d'établissements culturels, socioculturels, socio-éducatifs
- Établissements scolaires
- Activités péri-scolaires
- Création et réalisation de zone d'aménagement concertée (ZAC)
- Transport scolaire
- Création, aménagement, entretien de la voirie
- Tourisme
- Politique du logement non social
- Préfiguration et fonctionnement des Pays

## Sources
- La base Aspic (Accès des services publics aux informations sur les collectivités) pour le département de la Côte-d'Or
- [PDF] Communauté de communes de Liernais sur la base Banatic (Base nationale d'informations sur l'intercommunalité)